# Perebudova, Nijîn
Perebudova (în ucraineană Перебудова) este localitatea de reședință a comunei Perebudova din raionul Nijîn, regiunea Cernihiv, Ucraina.

## Demografie
Componența lingvistică a localității Perebudova
     Ucraineană (99,32%)
     Alte limbi (0,68%)
Conform recensământului din 2001, majoritatea populației localității Perebudova era vorbitoare de ucraineană (99,32%), existând în minoritate și vorbitori de alte limbi.